# Ruta 130 (Costa Rica)
La Ruta 130, oficialmente Ruta Nacional Secundaria 130, es una ruta nacional de Costa Rica ubicada en la provincia de Alajuela.

## Descripción
En la provincia de Alajuela, la ruta atraviesa el cantón de Alajuela (los distritos de Alajuela, San Isidro, Sabanilla), el cantón de Poás (el distrito de San Pedro).